# トマス・ロード・クロムウェル

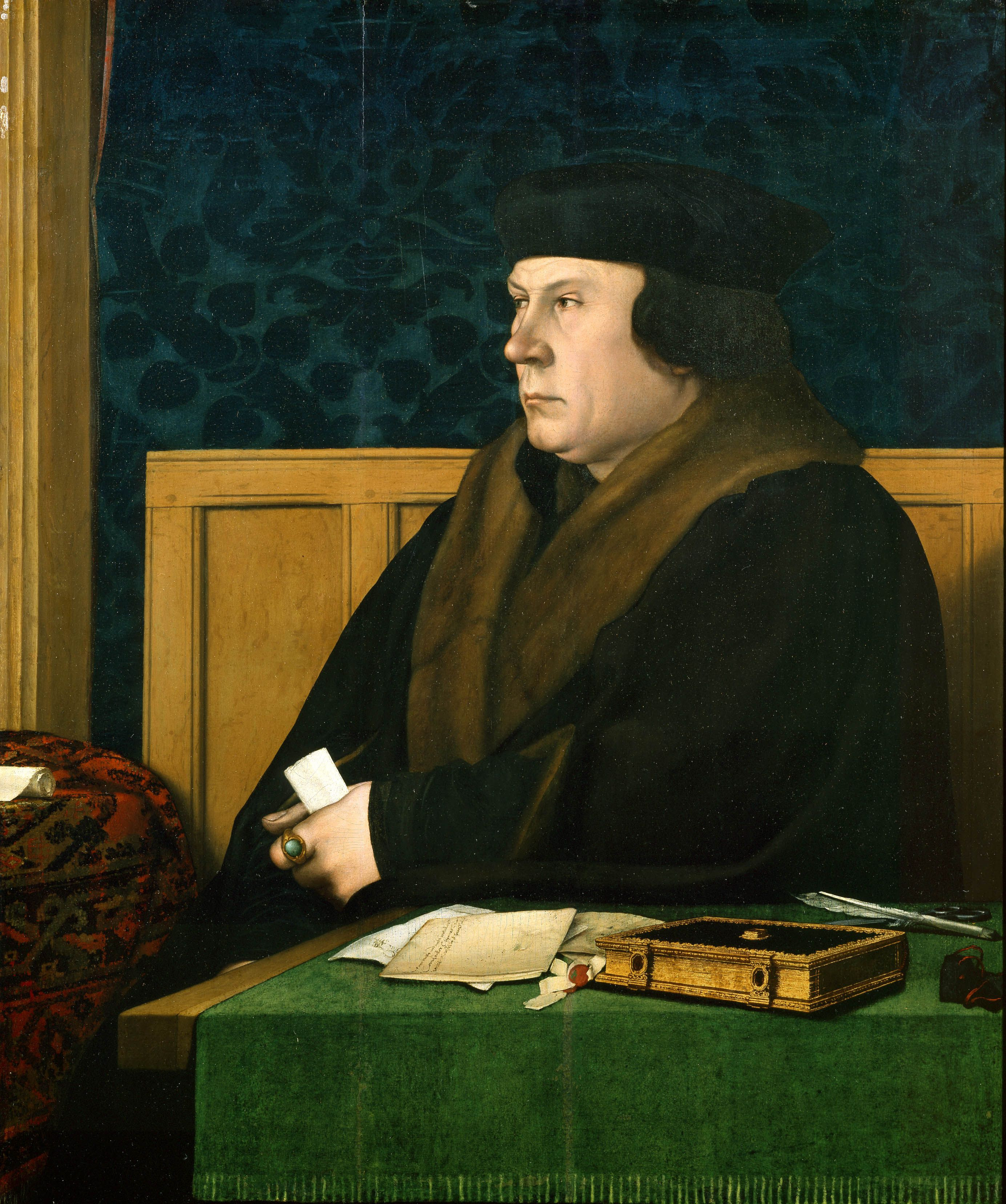
トマス・クロムウェル

『トマス・ロード・クロムウェル』（トマス・クロムウェル、Thomas Lord Cromwell）は、ヘンリー8世の側近だったトマス・クロムウェルの生涯を描いた、エリザベス朝演劇の歴史劇。

## 創作年代とテキスト
『トマス・ロード・クロムウェル』が書籍出版業組合の記録に登録されたのは1602年8月11日で、同年のうちに書籍商ウィリアム・コットンにより最初の「四折版」（Q1）が出版された。Q1の表紙にはこの劇が宮内大臣一座によって上演され、作者は「W.S」と記されている。第二の四折版（Q2）はThomas Snodhamによって1613年に出版された。Q2の表紙はQ1の繰り返しだが、宮内大臣一座はこの時（1603年から）国王一座に変わっていた。

## 作者
四折版にあった「W.S」は最初ウィリアム・シェイクスピアと見なされ、Philip Chetwindeは1664年、『トマス・ロード・クロムウェル』をシェイクスピアの「サード・フォリオ」第2刷に追加した。しかし、現代の研究家の多くは『トマス・ロード・クロムウェル』の作者をシェイクスピアとすることに反対している。「W.S」というイニシャルの作者はウェントワース・スミス（Wentworth Smith）かウィリアム・スライ（William Sly）のどちらかであろうとされる。トマス・ヘイウッド（Thomas Heywood）とマイケル・ドレイトン（Michael Drayton）とする評論家もいるが、確実な証拠で立証されてはいない。
実際のところ、『トマス・ロード・クロムウェル』のあらゆる面について研究者たちの意見は分かれている。書かれた時期は、早くて1582年から1583年、遅くて1599年から1600年だとされている。内容は主に政治の実録、あるいは宗教的プロパガンダである。ボールドウィン・マックスウェルはこの劇は一貫性を有していないと主張している。前半の第3幕第2場までは劇としてよく出来ているが、後半になると支離滅裂かつ投げやりだ、と。マックスウェルは、現存するテキストは2つの戯曲をはめこんで要約したものだと解釈した。他にも、同等とはいえない2人の作者による合作、ある作者が未完成で残したものを別の作家が完成させたという説がある。